# O Brasil na Batalha do Atlântico
O Brasil na Batalha do Atlântico é um filme documentário brasileiro de 2012, dirigido por Erik de Castro. O diretor realizara antes Senta a Pua! (2001) e produzira A Cobra Fumou (2003), dirigido por Vinícius Reis, todos sobre a participação militar brasileira na Segunda Guerra Mundial. Destaque para depoimentos de sobreviventes de naufrágios e torpedeamentos históricos sofridos por embarcações brasileiras durante a Batalha do Atlântico, tais como o do tenente do Exército D'Álvaro de Oliveira.

## Enredo
Com o início da Segunda Guerra Mundial, o Brasil permanece neutro apesar das pressões internacionais nas chamadas "reuniões de consultas" para que se junte aos aliados contra os nazistas. Há muitas suspeitas em relação ao governo brasileiro: o Chefe do Estado Maior, general Pedro Aurélio de Góis Monteiro, era considerado "germanófilo" e fora convidado a visitar a Alemanha Nazista.  Em 1938, houve uma encomenda muito grande de armamento à fábricas alemães mas o navio que traria a última remessa, o Siqueira Campos, ficou detido pelos ingleses em Gibraltar. Outros navios como o Petroleiro Marajó também tiveram problemas de segurança. Isso porque em 11 de junho de 1940, a bordo do Minas Gerais, o presidente Getúlio Vargas fizera um discurso aparentemente simpático às políticas dos países do Eixo. O Ministro das Relações Exteriores Osvaldo Aranha teve que ir a vários países ocidentais explicar que o presidente fora mal-interpretado. Os Estados Unidos iniciaram uma política de aproximação com o país, sendo que uma das iniciativas econômicas foi apoiar a construção da Companhia Siderúrgica Nacional em Volta Redonda. Em 1940, com a perda de importantes navios de guerra, Hitler resolve mudar a estratégia e passa a apoiar o uso intenso dos submarinos para atacar as rotas comerciais dos americanos no Atlântico. Os U-Boots eram lentos, só alcançavam mergulhado 8 nós (contra 40 nós dos submarinos atômicos), as baterias só permitiam submersões de até 40 minutos, devendo ser recarregadas com as máquinas diesel que precisavam de ar, e só conseguiam levar a cada viagem um número limitado de torpedos, entre 12 a 18. Isso forçava a que, muitas vezes, canhões fossem usados ao invés dos torpedos, manobra que os deixavam expostos ao inimigo. Cinco bases de submarino foram construídas na costa da França ocupada. Em Lorient, funcionava o quartel-general do comandante, Karl Dönitz. O comércio do Brasil dependia das embarcações marítimas e as rotas na costa do país foram mantidas durante a guerra, inclusive servindo de apoio ao abastecimento aliado, levando-lhes principalmente borracha e quartzo. Em março 1941, o navio brasileiro Taubaté foi atacado no Mediterrâneo por um avião alemão, causando a morte do conferente Fraga, considerado a primeira vítima brasileira da Guerra. Em dezembro de 1941 o Brasil rompe relações com a Alemanha, fazendo com que um grande número de submarinos alemães e italianos fosse enviado ao Atlântico Sul. Os submarinos vinham alcançando expressivo sucesso em suas ações contra os navios despreparados, causando perdas de até 50% das embarcações aliadas o que levou a que esse período entre 1941 e 1942 fosse chamado por alguns autores de "Alegre Massacre". Em 1942, foi afundado o Buarque, navio do Lloyd Brasileiro que rumava para Nova Iorque. Foi a primeira de uma série de embarcações brasileiras afundadas pelos países do Eixo. Em 18 de maio de 1942, houve um primeiro ataque de navio brasileiro no Atlântico Sul. Entre 15 e 17 de agosto de 1942, cinco navios (quatro de passageiros) foram afundados quase que simultaneamente, nas costas da Bahia e Sergipe, pelo submarino U-507 comandado por Harro Schacht. O tenente do Exército D'Álvaro de Oliveira sobreviveu a dois ataques, ao navio Itagiba e ao Arará que veio para o resgate, e conta a luta para escapar dos torpedeamentos. O clamor popular contra os ataques levou à Declaração de Guerra ao Eixo. As ações dos norte-americanos no Nordeste Brasileiro se intensificaram, inclusive com envio de 16 caças-submarino, 8 apelidados de "Caça-Ferro" pois eram construídos de metal, e 8 "Caças-Pau", de madeira. Essas embarcações escoltavam os inúmeros comboios de navios cargueiros que cruzavam o Atlântico até os Estados Unidos sendo que as de madeira, eram muito pequenas e extremamente inapropriadas para essas operações mas mesmo assim foram usadas na rota Rio de Janeiro-Recife. Além das embarcações americanas, o país construiu três contratorpedeiros da classe M, que inclusive serviram de escolta para as tropas da FEB, enviadas para combater na Campanha da Itália. A Marinha foi equipada com sonar, cujo silvo sonoro foi apelidado de "uivo da Araponga". Nem todos os navios conseguiam acompanhar o comboio: é narrado por alguns depoentes o afundamento do Bagé, que ficara sozinho devido a suas caldeiras soltarem muita fumaça e com isso foi atacado por um submarino. A Marinha continuou com as operações de comboio e até o fim da guerra, 11 submarinos alemães e um italiano foram afundados no litoral brasileiro. Mesmo após a guerra, as operações de defesa continuaram e o Cruzador Bahia sofre um grande acidente, com o maior número de mortes registrados pela Marinha do Brasil.